# Rollcage Stage II
Rollcage Stage II är ett racingdatorspel från 2000 utvecklat av Attention To Detail och utgivet av Psygnosis. Spelet finns till Microsoft Windows och PlayStation. Spelet är uppföljare till Rollcage från 1999.